# ليونارد وير
ليونارد وير (بالإنجليزية: Leonard Ware)‏ هو ملحن أمريكي، ولد في 28 ديسمبر 1909 في ريتشموند في الولايات المتحدة، وتوفي في 30 مارس 1974 في نيويورك في الولايات المتحدة.

## وصلات خارجية
- ليونارد وير على موقع IMDb (الإنجليزية)
- ليونارد وير على موقع ميوزك برينز (الإنجليزية)
- ليونارد وير على موقع قاعدة بيانات برودواي على الإنترنت (الإنجليزية)
- ليونارد وير على موقع أول ميوزيك (الإنجليزية)
- ليونارد وير على موقع ديسكوغز (الإنجليزية)